# Piața Sfânta Maria
Die Piața Sfânta Maria (bis 1993 Piața Sfînta Maria, deutsch: Platz der Heiligen Maria), auch Piața Maria oder umgangssprachlich an der Maria beziehungsweise bei der Maria genannt, ist ein Platz in Timișoara. Er hat die Form eines rechtwinkligen Trapezes und befindet sich am Rande des Stadtbezirks Elisabetin, im Winkel zwischen dem Bulevardul 16 Decembrie 1989 und der Strada Gheorghe Doja. Auf Stadtplänen ist der Name des Platzes nicht verzeichnet, jedoch ist Piața Sfânta Maria eine offizielle Haltestellenbezeichnung der örtlichen Verkehrsgesellschaft. Zudem existiert vor Ort ein entsprechendes Straßenschild. 

## Geschichte
Bereits lange vor Entstehung der Piața Sfînta Maria existierte an der einstigen Überlandstraße vom Stadtbezirk Cetate in den Stadtbezirk Iosefin ein Flurkreuz zu Ehren des 1514 dort hingerichteten Bauernführers Gheorghe Doja. Aus diesem ging schließlich 1906 die heutige Statue der Heiligen Maria hervor, die dem Platz in späteren Jahren seinen Namen gab. Der Platz selbst entstand in der zweiten Hälfte der 1890er Jahre, als im Zuge der zunehmenden Bebauung des ehemaligen Festungsvorlands die Strada Gheorghe Doja (damals Dózsa utcza) als Verbindungsstraße zwischen der Piața Nicolae Bălcescu und dem Bulevardul 16 Decembrie 1989 (damals Hunyadi út) errichtet wurde. Die 1902 fertiggestellte Reformierte Kirche sowie das etwa zeitgleich entstandene Gebäude Strada Gheorghe Doja Nummer 2 komplettierten schließlich das Platzensemble. Schon ab 1899 war der Platz zudem ein Knotenpunkt der damals neueröffneten elektrischen Straßenbahn, deren Fahrgäste an der Piața Sfânta Maria von den Hauptlinien I und II in die Nebenlinie IV umsteigen konnten. Im Dezember 1989 begann schließlich die Rumänische Revolution auf der Piața Sfânta Maria, dort fanden die ersten Demonstrationen statt. 